# 次锕系元素

輕水堆中核素鈾-238到鋦-245的嬗變流程。縂嬗變速率對於不同的核素不同。鋦-245和鋦-248是長壽核素。

次錒系元素（英語：minor actinide）是指用過核燃料中除鈾和鈽之外的錒系元素，包括錼、鋂、鋦、鉳、鉲、鑀和鐨。比較重要的同位素有錼-237、鋂-241、鋂-243、鋦-242到鋦-248，以及鉲-249到鉲-252。
而核動力產業主要應用的鈾和鈽則稱為主錒系元素（英語：major actinide）。
在用過核燃料儲存中，來自鈽和次錒系元素的放射性和熱量將在三百年到兩萬年間居主導地位。裂變產物中其它核素的半衰期要不短於三百年，就是長於兩萬年。
不同鈽的來源中，核電站用過燃料中所含鈽-241比軍事用途的反應爐中產生的鈽要多得多。鈽-241半衰期為14年，經β衰變轉變為鋂-241。對熱中子而言，鋂-241是不可裂變材料，但是快中子可以引發鋂-241的裂變。鋂-241只有在吸收兩個熱中子之後才能轉變為可裂變材料。因此，無論對於熱中子反應堆還是核武器，鈽-241和鋂-241的含量越低越好。鋂-241量的多少還可以用來鑑定未知來源的鈈，以及估算該樣品上一次經過化學純化的時間。
鋂通常被用作α輻射源和低能量γ輻射源。它還被用在預防火災的游離煙霧探測器中。鈽-239和鈽-240經過中子俘獲後可以轉變為鈽-241，後者經過β衰變變為鋂-241。一般來説，隨著中子能量的增加，裂變反應的反應截面增大，而中子俘獲截面降低。因此若是用金屬氧化物燃料，沸水堆和壓水堆中鎇的產量要多於熱中子堆。
次錒系元素大多是人造元素，只有極少量作爲天然鈾的衰變產物存在于自然界礦物中。但在核武器試驗裏，有少量次錒系元素存在于放射性落下灰中。比如，在美國熱核武器常春藤麥克的實驗場地，曾發現了鋂、鋦、鉳、鉲、鑀和鐨等的同位素。
| 同位素  | 份量     | D輕水堆 | D快中子堆 | D超熱堆 |
| ------- | -------- | ------- | --------- | ------- |
| 錼-237  | 0.0539   | 1.12    | -0.59     | -0.46   |
| 鈽-238  | 0.0364   | 0.17    | -1.36     | -0.13   |
| 鈽-239  | 0.451    | -0.67   | -1.46     | -1.07   |
| 鈽-240  | 0.206    | 0.44    | -0.96     | 0.14    |
| 鈽-241  | 0.121    | -0.56   | -1.24     | -0.86   |
| 鈽-242  | 0.0813   | 1.76    | -0.44     | 1.12    |
| 鋂-241  | 0.0242   | 1.12    | -0.62     | -0.54   |
| 鋂-242m | 0.000088 | 0.15    | -1.36     | -1.53   |
| 鋂-243  | 0.0179   | 0.82    | -0.60     | 0.21    |
| 鋦-243  | 0.00011  | -1.90   | -2.13     | -1.63   |
| 鋦-244  | 0.00765  | -0.15   | -1.39     | -0.48   |
| 鋦-245  | 0.000638 | -1.48   | -2.51     | -1.37   |
| 加權和  | 加權和   | -0.03   | -1.16     | -0.51   |